# Анна фон Олденбург (1539–1579)
Анна фон Олденбург (на немски: Anne von Oldenburg; * 3 април 1539; + 25 август 1579) е графиня от Олденбург-Делменхорст и чрез женитба графиня на Шварцбург-Зондерсхаузен (1571 – 1579).
Тя e дъщеря на граф Антон I фон Олденбург (1505 - 1573) и принцеса София фон Саксония-Лауенбург-Ратцебург (1521 – 1571), дъщеря на херцог Магнус I фон Саксония-Лауенбург и Катарина фон Брауншвайг-Волфенбютел. 
На 16 февруари 1566 г. Анна се омъжва в Делменхорст за граф Йохан Гюнтер I фон Шварцбург-Зондерсхаузен (1532 – 1586). Тя умира на 25 август 1579 г. на 40 години.

## Деца
Анна и граф Йохан Гюнтер I фон Шварцбург-Зондерсхаузен имат децата:
- Урсула (1568)
- София Елизабет (1568 – 1621)
- Клара (1569 – 1639)
- Гюнтер XLII (1570 – 1643), граф на Шварцбург-Зондерсхаузен
- Антон Хайнрих (1571 – 1638), граф на Шварцбург-Зондерсхаузен
- Катарина (1572 – 1626), декан на манастир Херфорд
- Сабина (1573 – 1628)
- Анна (1574 – 1640)
- Мария (1576 – 1577)
- Йохан Гюнтер II (1577 – 1631), граф на Шварцбург-Зондерсхаузен
- Христиан Гюнтер I (1578 – 1642), граф на Шварцбург-Зондерсхаузен
- Доротея (1579 – 1639), ∞ 1604 херцог Александер фон Шлезвиг-Холщайн-Зондербург (1573 – 1627)